# 陆元方
陆元方（639年—701年3月20日），字希仲，苏州吴县（今江苏省苏州市）人，武周官员，两度出任宰相。

## 簡歷
陆元方出自吴郡陆氏太尉枝，曾祖父陆琛为陈朝给事中、黄门侍郎，祖父陆山仁为荆州当阳县丞，伯父陆柬之为著名书法家，官拜太子司議郎、崇文侍書學士，父亲陆玄之仅至豫章尉。
陆元方最初中了司成明经，足以为官，补三水、扶风、渭南三县尉，又通过了八科举，授里行监察殿中三御史。武则天年间，他曾受任出使岭南，当时这是需要走海路的。船起航后，风浪大作，船中人害怕。陆元方说：“我是受命，不是图私利，神岂会害我？”下令船继续前行，不久就风平浪静了。回朝后，他被任为殿中侍御史，当月升凤阁舍人、秋官侍郎，兼太子中舍，又判秋官，守凤阁。武则天曾在内殿赐宴，男宠张易之引蜀商宋霸子等数人在前博戏，宰相韦安石疏奏称：“蜀商等贱类，不合预登此筵。”于是看左右令逐出他们，在座者皆失色。武则天因韦安石言辞正直，深慰勉之。时任凤阁侍郎的陆元方在座，退下后对人说：“这是真宰相，非吾等所及。”在秋官侍郎任上，他被酷吏来俊臣诬告，但和大多数被其弹劾的官员的命运相反，武则天没有处置他，还手敕予以赦免，长寿二年（693年）九月还升他为行鸾台三守侍郎、同凤阁鸾台平章事，为实质宰相。
证圣初年（694年末），武则天不满权相李昭德，将其外贬，宰相周允元和司刑少卿皇甫文备上表弹劾陆元方和其他几位宰相——内史豆卢钦望、同平章事韦巨源、杜景俭、苏味道不能匡正李昭德。五位被弹劾的宰相都被贬为刺史，陆元方被贬为绥州刺史。
陆元方不久又被召回任检校春官侍郎，又转试天官二侍郎、尚书左丞兼司尉卿。一次，他被弹劾只选拔朋友做官，武则天愤而免其官，只许他白身履职。陆元方继续推荐官员，武则天问他怎敢如此，他答：“臣只知道举荐自己了解的人，不在乎是朋友还是仇人。”更推荐朋友崔玄暐，称他有宰相之才。武则天相信他没有偏袒了，圣历二年（699年）八月再任他为鸾台侍郎、同凤阁鸾台平章事。
久视元年（700年），武则天曾问陆元方宫外有何事发生，陆元方答：“臣是宰相，大事肯定会禀报，不敢拿民间琐事烦扰陛下。”因而忤逆了武则天，腊月被罢相为司礼卿，后又改太子李显右庶子。后又任文昌左丞，前后掌选官及科举各两年，病卒。赠越州都督。开元十八年，又赠扬州大都督。
隋朝猛将来护儿的两个儿子来恒、来济都有才学，陆元方说：“来护儿，儿把笔；虞世南儿带刀言。”陆元方诚实谨慎，第二次拜相时，无论武则天何时任命官员，都先咨询他，陆元方将自己的推荐意见密封送入，并不泄露自己的私恩。陆元方临终时，取来前后给武则天的奏稿并焚烧了，说：“我对别人的阴德多了，这肯定会为后人造福。”他还有一个密封的匣子从不让人开启，死后家人开启了，原来里面都是前后的敕书。诸子陆象先、陆景倩、陆景融后来都官居要职，其中陆象先在唐睿宗、唐玄宗年间为宰相。唐德宗年间，陆元方得以续图凌烟阁。
《新唐书·崔涣传》载礼部侍郎崔璩死时，儿子崔涣才十岁，哀伤过人，陆元方异之。崔璩开元二年尚在世，疑误。

## 评价
- 《旧唐书》史臣曰：陆元方博学大度，再践钧衡，当则天时，非有忠贞，应无黜责，绥州之任，抑又何惭！观其济海无私，狂风自止，临终焚藁，温树始彰。故知正可以动神明，德可以延家代。

## 子孙
- 陆象先
- 陆景倩，右臺監察御史
  - 陆溥，少府少監、平昌縣男
    - 陆序，平陸令
      - 陆義舉

    - 陆厚
    - 陆康，澤州刺史
      - 陆孝甄，名真，河南司錄參軍
        - 陆晝，監察御史

      - 陆正興
        - 陆賓虞，字韶卿，侍御史
          - 陆龜蒙，字魯望

      - 陆文舉

    - 陆應，下邽令
      - 陆緯，殿中侍御史

    - 陆庶，福建觀察使
      - 陆縱，鄮令
      - 陆綜，河南府戶曹參軍
      - 陆繪，信州刺史
      - 陆紹，潁州刺史
        - 陆珝，校書郎

      - 陆審傳，工部侍郎
        - 陆甚夷，校書郎

      - 陆○之，永嘉令
- 陆景融，工部尚書
  - 陆沛，屯田郎中
    - 陆敏，江夏令
      - 陆峴，潤州司戶參軍

    - 陆馴，陳州司馬
      - 陆志和、陆惠和

  - 陆泳，秦州刺史
    - 陆盛，黃巖令
      - 陆素平、陆素長、陆素剛

  - 陆清
  - 陆涓，陽翟令
    - 陆孟儒，蘇州司士參軍
      - 陆翱，字楚臣
        - 陆希聲，唐昭宗年间为宰相

    - 陆仲文
    - 陆季雍，太平令

  - 陆漸
    - 陆瑋
- 陆景獻，屯田郎中
  - 陆包，工部郎中
    - 陆翊，應山令
      - 陆沇

  - 陆易，徐州刺史
    - 陆巨，虢州司士參軍
    - 陆倜，舒城令
      - 陆詹、陆廉

  - 陆玭，明州長史
    - 陆俛，新鄭令
      - 陆嚴
- 陆景裔，光祿卿
  - 陆條，上元令
    - 陆儉，大理評事

## 延伸阅读
[在维基数据编辑]
 《舊唐書·卷88》，出自刘昫《舊唐書》
 《新唐書/卷116》，出自《新唐書》